# ویلیام کامدن
ویلیام کامدن (انگلیسی: William Camden؛ ۲ مه ۱۵۵۱ – ۹ نوامبر ۱۶۲۳) عتیقه‌شناس، تاریخ‌نگار، مکان‌نگاری اهل لندن در پادشاهی انگلستان بود. او نویسندهٔ کتاب‌های بریتانیا در مورد تاریخ جزایر بریتانیا و ایرلند و سال‌شمار در مورد حکومت الیزابت یکم انگلستان است.